# أندرو جي. كيوكيندل
أندرو جي. كيوكيندل هو محامي وقاضي وسياسي أمريكي، ولد في 3 مارس 1815 في مقاطعة غالاتين في الولايات المتحدة، وتوفي في 11 مايو 1891 في فيينا في الولايات المتحدة. نشط حزبياً في الحزب الجمهوري. وقد انتخب عضو مجلس شيوخ ولاية إلينوي ‏ وانتخب عضو مجلس نواب إلينوي ‏ وانتخب عضو مجلس النواب الأمريكي ‏.